# 빈센트 갤로
빈센트 갤로(Vincent Gallo, 1961년 4월 11일 ~ )는 미국의 배우, 영화 감독, 화가. 음악가이다. 1998년 영화 《버팔로 66》으로 감독 데뷔했으며, 예지 스콜리모프스키 감독의 2010년 영화 《특급 살인》을 통해 베네치아 영화제 볼피컵 남우주연상을 수상했다.

## 작품 목록

### 연출
- 버팔로 66 (1998)
- 브라운 버니 (2003)
- 물에 쓰인 약속 (2010)

### 출연
- 셧 인 (2022) - 새미 역